# آلخاندرا ویلافانی
ماریا آلخاندرا ویلافانی اوسوریو (اسپانیایی: Alejandra Villafañe Osorio) یک بازیگر، مدل و برندهٔ جشنواره زیبایی دوشیزه زمین کلمبیا در سال ۲۰۱۴ بود.

## جشنواره زیبایی
در سال ۲۰۱۴ ویلافانی تصمیم به شرکت در مسابقات جشنواره زیبایی دوشیزه زمین کلمبیا گرفت و در نهایت به نمایندگی از سیرا نوادا د سانتا مارتا قهرمان مسابقات شد. با توجه به پیروزی در مسابقات دوشیزه زمین کلمبیا، ویلافانی جواز ورود به مسابقات دوشیزه زمین ۲۰۱۴ را دریافت کرد، ولی تنها به مقام شانزدهمی این دوره مسابقات رسید.

## مرگ
ویلافانی در ژوئیه ۲۰۲۳ به سرطان مبتلا شد و در ۲۱ اکتبر ۲۰۲۳ در سن ۳۴ سالگی درگذشت.